# Stomachetosella distincta
Stomachetosella distincta är en mossdjursart som beskrevs av Osburn 1952. Stomachetosella distincta ingår i släktet Stomachetosella och familjen Stomachetosellidae. Inga underarter finns listade i Catalogue of Life.